# Superammasso di Pegaso-Pesci B
Il Superammasso di Pegaso-Pesci B (SCl 213) è un superammasso di galassie situato nelle costellazioni di Pegaso e dei Pesci alla distanza di 188 milioni di parsec dalla Terra (circa 613 milioni di anni luce).
È considerato il prolungamento del vicino Superammasso di Pegaso-Pesci (SCl 003) che ha il suo centro 1.334 milioni di anni luce dalla Terra. Talora i due superammassi vengono considerati due sottoammassi costituenti un'unica struttura.
Si stima una lunghezza di circa 100 milioni di parsec.
È costituito dagli ammassi di galassie Abell 2618, Abell 2622, Abell 2625, Abell 2626, Abell 2630 e Abell 2637